# Eyebrow n.º 193
Eyebrow n.º 193 es un municipio rural canadiense situado en la provincia de Saskatchewan.

## Superficie
Eyebrow n.º 193 tiene una superficie de 830,73 km².

## Demografía
En 2021, tenía 220 habitantes, una densidad poblacional de 0,3 hab./km², y 102 viviendas.